# 博克湖
54°03′02″N 12°34′16″E / 54.05042°N 12.57122°E

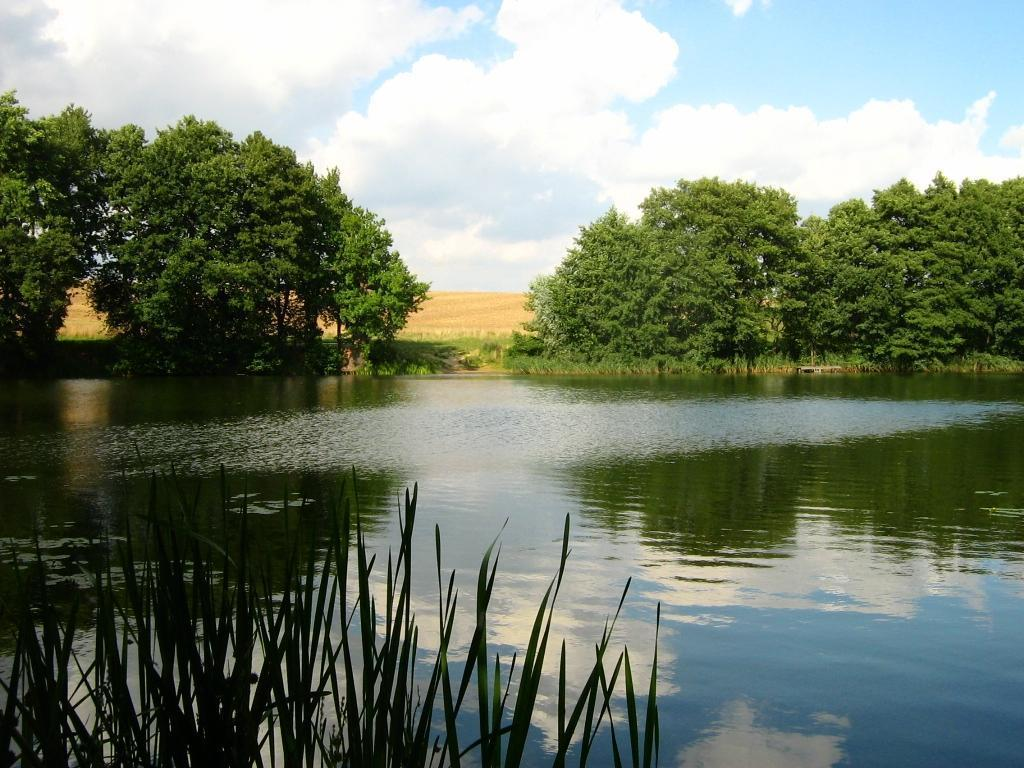

博克湖（德語：Boocksee），是德國的湖泊，位於該國東北部，由梅克倫堡-前波美拉尼亞州負責管轄，處於羅斯托克縣，長0.4公里、寬0.2公里，面積0.07平方公里，海拔高度24米，最大水深16米。